# تپه ذبیرا
تپه ذبیرا مربوط به سدهٔ ۶ و۷ و ۸ ه.ق است و در شهرستان ماکو، بخش مرکزی، روستای قلعه جوق واقع شده و این اثر در تاریخ ۲۳ شهریور ۱۳۸۲ با شمارهٔ ثبت ۱۰۰۳۴ به‌عنوان یکی از آثار ملی ایران به ثبت رسیده است.